# Cresent Hardy
Cresent Leo Hardy (Mesquite, 23 giugno 1957) è un politico statunitense, membro della Camera dei Rappresentanti per lo stato del Nevada dal 2015 al 2017.

## Biografia
Nato a Mesquite nel 1957 da una famiglia agiata, Hardy si diplomò presso la Virgin Valley High School e si laureò presso il Dixie State College. Il suo primo incarico politico fu all'interno del consiglio comunale della sua città natale. Nel 2010 fu eletto all'Assemblea del Nevada in rappresentanza del distretto numero 20 e successivamente nel 2013 per il distretto 19.
Nel 2014 Hardy decise di candidarsi alla Camera dei Rappresentanti, nel collegio elettorale del quarto distretto congressuale del Nevada, rappresentato dal democratico Steven Horsford. Nonostante non fosse dato per favorito, Hardy riuscì a sconfiggere Horsford e divenne deputato.
Nel 2016 Hardy chiese agli elettori un secondo mandato da deputato ma venne sconfitto dall'avversario democratico Ruben Kihuen e lasciò così il Congresso dopo soli due anni.